# Schwelmer Tunnel
Der Schwelmer Tunnel ist ein 742 Meter langer ehemaliger Eisenbahntunnel im Nordosten von Schwelm. Der 1879 erbaute und seit 1967 stillgelegte Tunnel verläuft parallel zum 945 Meter langen, noch befahrenen Linderhauser Tunnel auf dessen westlicher Seite durch den Linderhauser Rücken zwischen Schwelm und Gevelsberg.
In den letzten Monaten des Zweiten Weltkrieges wurden beide Tunnel im Rahmen der U-Verlagerung unter dem Decknamen Meise (auch Meise 1) zu einer bombensicheren Produktionsstätte umfunktioniert. Im Oktober 1944 bezog die Firma Gottlob Espenlaub aus Wuppertal-Langerfeld zur Ausbesserung und Reparatur von Kampfflugzeugen, hauptsächlich Focke-Wulf Fw 190, den Linderhauser Tunnel für die eigentliche Produktion und den Schwelmer Tunnel zum Be- und Entladen von Material, Arbeitern und Flugzeugen. Die Produktion wurde bis zum Eintreffen amerikanischer Truppen am 14. April 1945 aufrechterhalten. Trotz der anschließenden Wiederaufbereitung für den Bahnverkehr befinden sich noch heute Spuren der ehemaligen Nutzung am und im Tunnel, beispielsweise einige Drehkransockel.
Höhlenforscher des Arbeitskreises Kluterthöhle untersuchen den Schwelmer Tunnel, bei dem bereits zum Bau zahlreiche Höhlen angeschnitten wurden, seit den 1980er Jahren. Sie kauften den Tunnel 2017. Bislang wurden 8 Höhlen nachgewiesen, darunter im nördlichen Portalbereich das Schwelmer Schächtchen, im Tunnel die Schwelmer Tunnelhöhle und das Schwelmer Schlammbad und im südlichen Portalbereich die Fuchshöhle, die Nikolaushöhle, die Röhrenhöhle und die Osterbachhöhle.
2015 wurde eine Anbindung Schwelms an die Nordbahntrasse unter Einbeziehung des Schwelmer Tunnels zur Förderung des Radverkehrs diskutiert. Im März 2023 konnte der drei Kilometer lange „Radweg unter dem Karst“, der zwischen Schwelm und Gevelsberg durch den Schwelmer Tunnel führt, offiziell eröffnet werden.

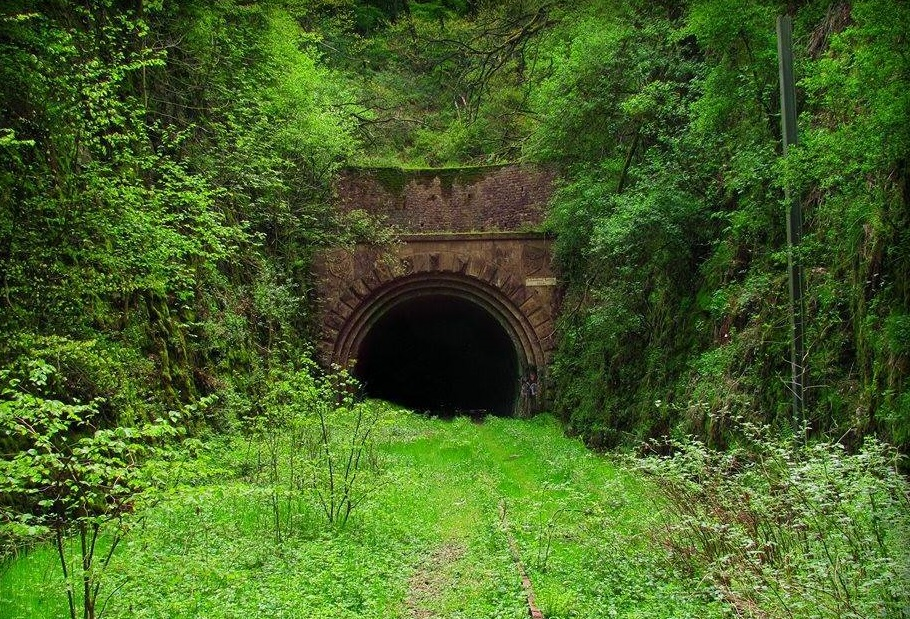
Nordportal, 2015
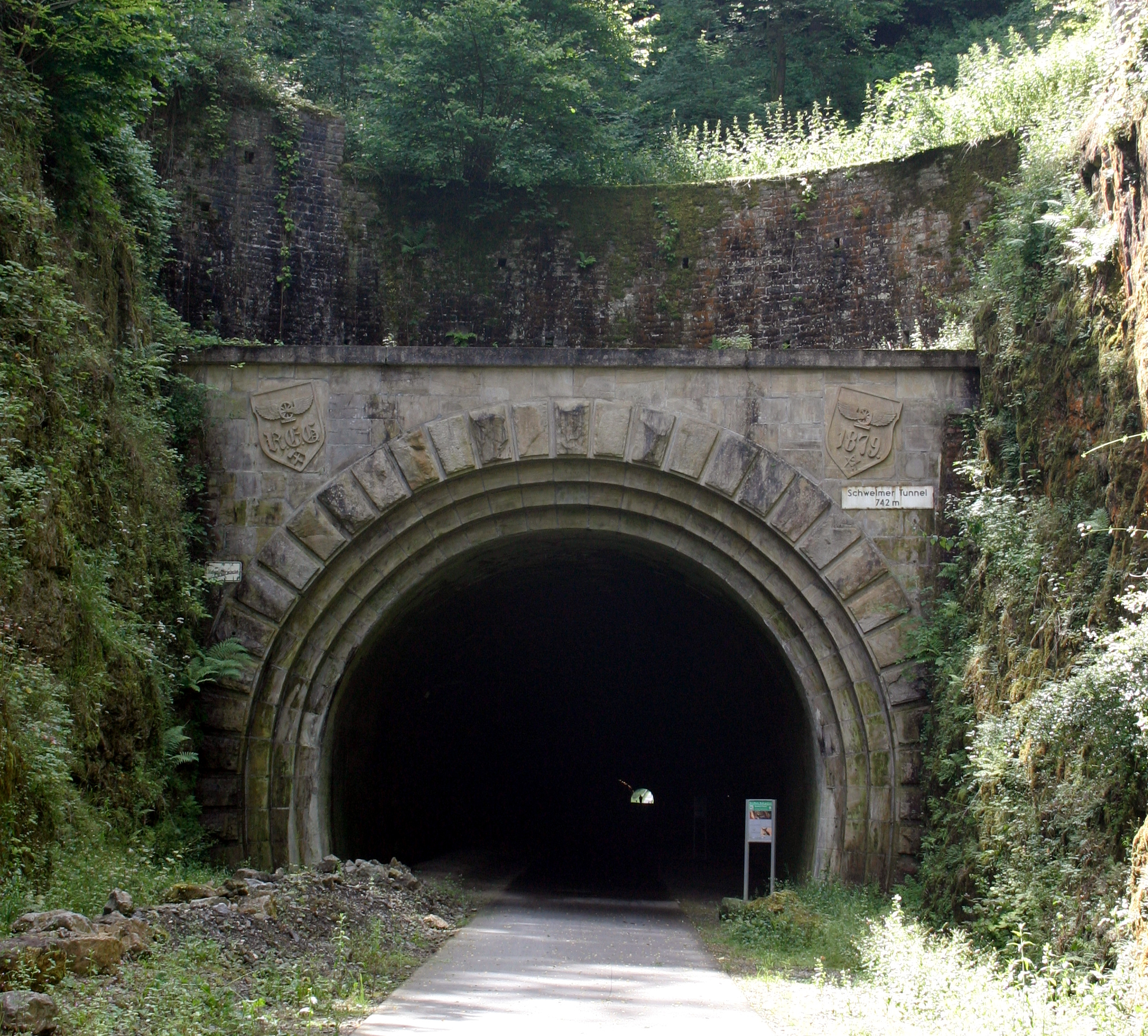
Nordportal, 2024
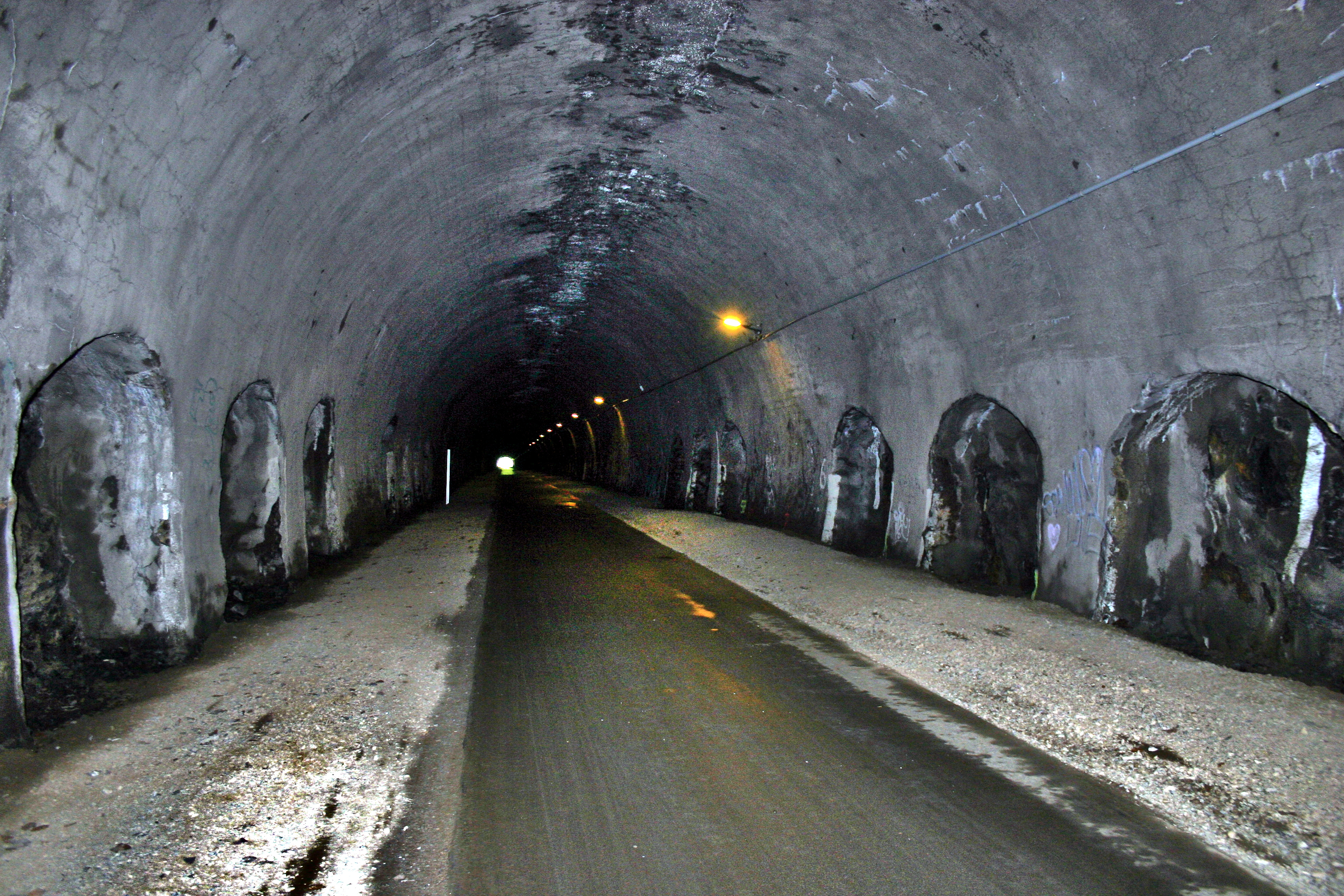
Innenansicht, 2024